# Hermann-von-Barth-Hütte
Die Hermann-von-Barth-Hütte (auch Barth-Hütte) ist eine Schutzhütte der Sektion Düsseldorf des Deutschen Alpenvereins auf 2129 m ü. A. in den Allgäuer Alpen an der Südseite der Hornbachkette, hoch über dem mittleren Lechtal. Die Hütte ist die höchstgelegene Schutzhütte in den Allgäuer Alpen. Sie wurde nach Hermann von Barth benannt und hat von Mitte Juni bis Ende September geöffnet. Sie hat rund 65 Schlafplätze in Matratzenlagern. Der Winterraum bietet 10 Schlafplätze, wenn die Hütte nicht geöffnet hat. Versorgt wird die Hütte über eine Materialseilbahn. Man kann die Hütte in rund drei Stunden Fußmarsch von Elbigenalp im Lechtal erreichen.

## Geschichte
Die Hütte wurde im Jahre 1900 erbaut. Im Jahre 1921 (oder 1924) wurde die Hütte vom Vorbesitzer Akademischer Alpenverein München (AAVM) durch die Sektion Düsseldorf des damals Deutschen und Österreichischen Alpenvereins erworben.

## Touren
Die Hütte liegt am Enzenspergerweg, dem wichtigsten Höhenweg der Hornbachkette, der die Hütte mit dem östlich gelegenen Kaufbeurer Haus verbindet (Gehzeit rund 6 Stunden). Die Kemptner Hütte ist in Richtung Westen über die Krottenkopfscharte in drei Stunden zu erreichen.
Weitere Gipfel im Nahebereich der Hütte sind die Plattenspitze (2489 m), die Ilfenspitzen (2552 m), der Große Krottenkopf (2656 m), die Balschtespitze (2499 m) und die Kreuzkarspitze (2587 m).
In der Nähe der Hütte befinden sich die Südost- und Südwestwand der Wolfebnerspitzen (2432 m), die beide eine Vielzahl an 1999 sanierten Kletterrouten im griffigen Hauptdolomit anbieten.
March-, Hermannskarspitze und Hermannskarturm liegen westlich der Hütte in größerer Entfernung, die Routen dort wurden nicht saniert, sondern als Betätigungsfeld für den alpinen Kletterer erhalten.

## Karten
- Alpenvereinskarte BY 4 Allgäuer Hochalpen – Hochvogel, Krottenkopf (1:25.000)